# Bradford Bulls Rugby League Football Club
Pour les articles homonymes, voir Bradford (homonymie).
Maillots
Actualités
Les Bradford Bulls sont un club professionnel anglais de rugby à XIII basé à Bradford dans le Yorkshire de l'Ouest. Ils évoluent dans la Championship, antichambre de la Super League. Ils ont remporté à quatre reprises le championnat - 1997, 2001, 2003 et 2005 - ce qui fait d'eux l'une des équipes les plus victorieuses des années 1990 et 2000. Ils ont également été à trois autres reprises en finale (1999, 2002 et 2004). Par ailleurs, le club a remporté à trois reprises le World Club Challenge - 2002, 2004 et 2006 - qui constitue la confrontation entre le meilleur club de la Super League et celui de la National Rugby League (le pendant de la Super League en Australie). Enfin, ils se sont imposés à cinq reprises en Challenge Cup (1944, 1947, 1949, 2000 et 2003).

## Histoire
Le club est fondé en 1863 en tant que club de rugby (qui devient plus tard le rugby à XV) puis participe à la fondation de la Northern Rugby Football Union (qui prend le nom plus tard de la « Rugby Football League »), cependant le club fait face au succès du club de football créé en 1904 le Bradford City A.F.C. et vote en interne pour connaître l'avenir du club, malgré le choix du rugby à XIII, la direction décide de passer au football (le Bradford Park Avenue A.F.C.), c'est ainsi que les dissidents créent le « Bradford Northern » consacré au rugby à XIII. Il se renomme lors de l'arrivée de la Super League en 1996 pour devenir les Bradford Bulls.
Après 41 ans passés dans l'élite, le club est relégué en 2014.
Les Bulls disputent leurs matchs au Grattan Stadium (ou appelé le « Stade d'Odsal ») depuis 1934, doté d'une capacité actuelle de 27 491 places.
Au mois de mai 2019, le club réalise l'exploit de battre et d'éliminer Leeds, une division au-dessus, en huitièmes de finale de la Coupe d'Angleterre. Les Bulls battent en effet les Rhinos 22 à 14 devant environ 10 000 spectateurs, créant ainsi une véritable « sensation ».
Au mois d'aout 2019, on apprend d'un communiqué officiel que le club quitte son stade traditionnel, le Stade d'Odsal, pour le Tetley's Stadium, situé à Dewsbury. Il y disputera les saisons 2020 et 2021 et devrait ensuite revenir à Bradford. Des raisons financières sont évoquées par le Président du club.

## Palmarès
| World Club Challenge                 | Super League (précédemment RFL Championship)                                                                          | Challenge Cup                                                                                                |
| ------------------------------------ | --- | --- |
| - Champion (3) : 2002, 2004 et 2006. | - Champion (6) : 1980, 1981, 1997, 2001, 2003, et 2005. - Finaliste (7) : 1948, 1952, 1978, 1994, 1999, 2002 et 2004. | - Vainqueur (5) : 1944, 1947, 1949, 2000 et 2003. - Finaliste (12) : 1945, 1948, 1973, 1996, 1997 et 2001, . |

## Bilan du club toutes saisons et toutes compétitions confondues
| Année       | Année       | Saison régulière Super League                                             | Saison régulière Super League                                             | Saison régulière Super League                                             | Saison régulière Super League                                             | Saison régulière Super League                                             | Saison régulière Super League                                             | Saison régulière Super League                                             | Saison régulière Super League                                             | Phase finale Super League                                                 | Phase finale Super League                                                 | Phase finale Super League                                                 | Phase finale Super League                                                 | Phase finale Super League                                                 | Phase finale Super League                                                 | Phase finale Super League                                                 | Challenge Cup                                                             |
| Année       | Année       | Class.                                                                    | Points                                                                    | MJ                                                                        | V.                                                                        | N.                                                                        | D.                                                                        | Pp.                                                                       | Pc.                                                                       | Perf.                                                                     | MJ                                                                        | V.                                                                        | N.                                                                        | D.                                                                        | Pp.                                                                       | Pc.                                                                       | Performance                                                               |
| Saison 1996 | Saison 1996 | 3e                                                                        | 34                                                                        | 22                                                                        | 17                                                                        | 0                                                                         | 5                                                                         | 767                                                                       | 409                                                                       | Non-qualifié                                                              | -                                                                         | -                                                                         | -                                                                         | -                                                                         | -                                                                         | -                                                                         | Finaliste                                                                 |
| Saison 1997 | Saison 1997 | 1er                                                                       | 40                                                                        | 22                                                                        | 20                                                                        | 0                                                                         | 2                                                                         | 769                                                                       | 397                                                                       | Non-qualifié                                                              | -                                                                         | -                                                                         | -                                                                         | -                                                                         | -                                                                         | -                                                                         | Finaliste                                                                 |
| Saison 1998 | Saison 1998 | 5e                                                                        | 24                                                                        | 23                                                                        | 12                                                                        | 0                                                                         | 11                                                                        | 498                                                                       | 450                                                                       | Playoffs 1                                                                | 1                                                                         | 0                                                                         | 0                                                                         | 1                                                                         | 24                                                                        | 46                                                                        | Huitième-de-finale                                                        |
| Saison 1999 | Saison 1999 | 1er                                                                       | 51                                                                        | 30                                                                        | 25                                                                        | 1                                                                         | 4                                                                         | 897                                                                       | 445                                                                       | Champion                                                                  | 2                                                                         | 2                                                                         | 0                                                                         | 0                                                                         | 46                                                                        | 12                                                                        | Demi-finale                                                               |
| Saison 2000 | Saison 2000 | 3e                                                                        | 43                                                                        | 28                                                                        | 20                                                                        | 3                                                                         | 5                                                                         | 1004                                                                      | 408                                                                       | Finale éliminatoire                                                       | 3                                                                         | 1                                                                         | 0                                                                         | 2                                                                         | 69                                                                        | 68                                                                        | Vainqueur                                                                 |
| Saison 2001 | Saison 2001 | 1er                                                                       | 45                                                                        | 28                                                                        | 22                                                                        | 1                                                                         | 5                                                                         | 1120                                                                      | 474                                                                       | Champion                                                                  | 2                                                                         | 2                                                                         | 0                                                                         | 0                                                                         | 61                                                                        | 24                                                                        | Finaliste                                                                 |
| Saison 2002 | Saison 2002 | 2e                                                                        | 46                                                                        | 28                                                                        | 23                                                                        | 0                                                                         | 5                                                                         | 910                                                                       | 519                                                                       | Finaliste                                                                 | 2                                                                         | 1                                                                         | 0                                                                         | 1                                                                         | 44                                                                        | 45                                                                        | 5e tour                                                                   |
| Saison 2003 | Saison 2003 | 1er                                                                       | 44                                                                        | 28                                                                        | 22                                                                        | 0                                                                         | 6                                                                         | 878                                                                       | 529                                                                       | Champion                                                                  | 2                                                                         | 2                                                                         | 0                                                                         | 0                                                                         | 55                                                                        | 26                                                                        | Vainqueur                                                                 |
| Saison 2004 | Saison 2004 | 2e                                                                        | 41                                                                        | 28                                                                        | 20                                                                        | 1                                                                         | 7                                                                         | 918                                                                       | 565                                                                       | Finaliste                                                                 | 2                                                                         | 1                                                                         | 0                                                                         | 1                                                                         | 44                                                                        | 28                                                                        | 4e tour                                                                   |
| Saison 2005 | Saison 2005 | 3e                                                                        | 37                                                                        | 28                                                                        | 18                                                                        | 1                                                                         | 9                                                                         | 1038                                                                      | 684                                                                       | Champion                                                                  | 4                                                                         | 4                                                                         | 0                                                                         | 0                                                                         | 153                                                                       | 46                                                                        | Huitième-de-finale                                                        |
| Saison 2006 | Saison 2006 | 4e                                                                        | 32                                                                        | 28                                                                        | 16                                                                        | 2                                                                         | 10                                                                        | 802                                                                       | 568                                                                       | Finale éliminatoire                                                       | 3                                                                         | 2                                                                         | 0                                                                         | 1                                                                         | 104                                                                       | 49                                                                        | Huitième-de-finale                                                        |
| Saison 2007 | Saison 2007 | 3e                                                                        | 33                                                                        | 27                                                                        | 17                                                                        | 1                                                                         | 9                                                                         | 778                                                                       | 560                                                                       | Playoffs 1                                                                | 1                                                                         | 0                                                                         | 0                                                                         | 1                                                                         | 30                                                                        | 31                                                                        | Demi-finale                                                               |
| Saison 2008 | Saison 2008 | 5e                                                                        | 28                                                                        | 27                                                                        | 14                                                                        | 0                                                                         | 13                                                                        | 705                                                                       | 625                                                                       | Playoffs 1                                                                | 1                                                                         | 0                                                                         | 0                                                                         | 1                                                                         | 14                                                                        | 30                                                                        | Quart-de-finale                                                           |
| Saison 2009 | Saison 2009 | 9e                                                                        | 25                                                                        | 27                                                                        | 12                                                                        | 1                                                                         | 14                                                                        | 653                                                                       | 668                                                                       | Non-qualifié                                                              | -                                                                         | -                                                                         | -                                                                         | -                                                                         | -                                                                         | -                                                                         | 4e tour                                                                   |
| Saison 2010 | Saison 2010 | 10e                                                                       | 19                                                                        | 27                                                                        | 9                                                                         | 1                                                                         | 17                                                                        | 528                                                                       | 728                                                                       | Non-qualifié                                                              | -                                                                         | -                                                                         | -                                                                         | -                                                                         | -                                                                         | -                                                                         | Quart-de-finale                                                           |
| Saison 2011 | Saison 2011 | 10e                                                                       | 20                                                                        | 27                                                                        | 9                                                                         | 2                                                                         | 16                                                                        | 570                                                                       | 826                                                                       | Non-qualifié                                                              | -                                                                         | -                                                                         | -                                                                         | -                                                                         | -                                                                         | -                                                                         | Huitième-de-finale                                                        |
| Saison 2012 | Saison 2012 | 9e                                                                        | 23                                                                        | 27                                                                        | 14                                                                        | 1                                                                         | 12                                                                        | 633                                                                       | 756                                                                       | Non-qualifié                                                              | -                                                                         | -                                                                         | -                                                                         | -                                                                         | -                                                                         | -                                                                         | Huitième-de-finale                                                        |
| Saison 2013 | Saison 2013 | 9e                                                                        | 22                                                                        | 27                                                                        | 10                                                                        | 2                                                                         | 15                                                                        | 640                                                                       | 658                                                                       | Non-qualifié                                                              | -                                                                         | -                                                                         | -                                                                         | -                                                                         | -                                                                         | -                                                                         | Huitième-de-finale                                                        |
| Saison 2014 | Saison 2014 | 13e                                                                       | 10                                                                        | 27                                                                        | 8                                                                         | 0                                                                         | 19                                                                        | 512                                                                       | 984                                                                       | Non-qualifié                                                              | -                                                                         | -                                                                         | -                                                                         | -                                                                         | -                                                                         | -                                                                         | Quart-de-finale                                                           |
| Année       | Année       | Saison régulière Championship                                             | Saison régulière Championship                                             | Saison régulière Championship                                             | Saison régulière Championship                                             | Saison régulière Championship                                             | Saison régulière Championship                                             | Saison régulière Championship                                             | Saison régulière Championship                                             | The Qualifiers Championship/Super League                                  | The Qualifiers Championship/Super League                                  | The Qualifiers Championship/Super League                                  | The Qualifiers Championship/Super League                                  | The Qualifiers Championship/Super League                                  | The Qualifiers Championship/Super League                                  | The Qualifiers Championship/Super League                                  | Challenge Cup                                                             |
| Année       | Année       | Class.                                                                    | Points                                                                    | MJ                                                                        | V.                                                                        | N.                                                                        | D.                                                                        | Pp.                                                                       | Pc.                                                                       | Perf.                                                                     | MJ                                                                        | V.                                                                        | N.                                                                        | D.                                                                        | Pp.                                                                       | Pc.                                                                       | Performance                                                               |
| Saison 2015 | Saison 2015 | 2e                                                                        | 37                                                                        | 23                                                                        | 18                                                                        | 1                                                                         | 4                                                                         | 828                                                                       | 387                                                                       | 5e                                                                        | 8                                                                         | 3                                                                         | 0                                                                         | 5                                                                         | 183                                                                       | 264                                                                       | 5e tour                                                                   |
| Année       | Année       | Saison régulière Championship                                             | Saison régulière Championship                                             | Saison régulière Championship                                             | Saison régulière Championship                                             | Saison régulière Championship                                             | Saison régulière Championship                                             | Saison régulière Championship                                             | Saison régulière Championship                                             | Championship Shield Championship                                          | Championship Shield Championship                                          | Championship Shield Championship                                          | Championship Shield Championship                                          | Championship Shield Championship                                          | Championship Shield Championship                                          | Championship Shield Championship                                          | Challenge Cup                                                             |
| Année       | Année       | Class.                                                                    | Points                                                                    | MJ                                                                        | V.                                                                        | N.                                                                        | D.                                                                        | Pp.                                                                       | Pc.                                                                       | Perf.                                                                     | MJ                                                                        | V.                                                                        | N.                                                                        | D.                                                                        | Pp.                                                                       | Pc.                                                                       | Performance                                                               |
| Saison 2016 | Saison 2016 | 5e                                                                        | 40                                                                        | 30                                                                        | 19                                                                        | 1                                                                         | 9                                                                         | 997                                                                       | 570                                                                       | Champion                                                                  | 2                                                                         | 2                                                                         | 0                                                                         | 0                                                                         | 63                                                                        | 38                                                                        | 4e tour                                                                   |
| Saison 2017 | Saison 2017 | 12e                                                                       | 10                                                                        | 30                                                                        | 11                                                                        | 0                                                                         | 19                                                                        | 698                                                                       | 837                                                                       | Non-qualifié                                                              | -                                                                         | -                                                                         | -                                                                         | -                                                                         | -                                                                         | -                                                                         | 4e tour                                                                   |
| Année       | Année       | Saison régulière League 1                                                 | Saison régulière League 1                                                 | Saison régulière League 1                                                 | Saison régulière League 1                                                 | Saison régulière League 1                                                 | Saison régulière League 1                                                 | Saison régulière League 1                                                 | Saison régulière League 1                                                 | Phase finale League 1                                                     | Phase finale League 1                                                     | Phase finale League 1                                                     | Phase finale League 1                                                     | Phase finale League 1                                                     | Phase finale League 1                                                     | Phase finale League 1                                                     | Challenge Cup                                                             |
| Année       | Année       | Class.                                                                    | Points                                                                    | MJ                                                                        | V.                                                                        | N.                                                                        | D.                                                                        | Pp.                                                                       | Pc.                                                                       | Perf.                                                                     | MJ                                                                        | V.                                                                        | N.                                                                        | D.                                                                        | Pp.                                                                       | Pc.                                                                       | Performance                                                               |
| Saison 2018 | Saison 2018 | 2e                                                                        | 46                                                                        | 26                                                                        | 23                                                                        | 0                                                                         | 3                                                                         | 1197                                                                      | 282                                                                       | Finale de promotion                                                       | 2                                                                         | 2                                                                         | 0                                                                         | 0                                                                         | 74                                                                        | 8                                                                         | 5e tour                                                                   |
| Année       | Année       | Saison régulière Championship                                             | Saison régulière Championship                                             | Saison régulière Championship                                             | Saison régulière Championship                                             | Saison régulière Championship                                             | Saison régulière Championship                                             | Saison régulière Championship                                             | Saison régulière Championship                                             | Championship Shield Championship                                          | Championship Shield Championship                                          | Championship Shield Championship                                          | Championship Shield Championship                                          | Championship Shield Championship                                          | Championship Shield Championship                                          | Championship Shield Championship                                          | Challenge Cup                                                             |
| Année       | Année       | Class.                                                                    | Points                                                                    | MJ                                                                        | V.                                                                        | N.                                                                        | D.                                                                        | Pp.                                                                       | Pc.                                                                       | Perf.                                                                     | MJ                                                                        | V.                                                                        | N.                                                                        | D.                                                                        | Pp.                                                                       | Pc.                                                                       | Performance                                                               |
| 2019        | 2019        | 6e                                                                        | 33                                                                        | 27                                                                        | 16                                                                        | 1                                                                         | 10                                                                        | 717                                                                       | 522                                                                       | -                                                                         | -                                                                         | -                                                                         | -                                                                         | -                                                                         | -                                                                         | -                                                                         | Quart de finale                                                           |
| 2020        | 2020        | Édition annulée et titre non décerné en raison de la pandémie de Covid-19 | Édition annulée et titre non décerné en raison de la pandémie de Covid-19 | Édition annulée et titre non décerné en raison de la pandémie de Covid-19 | Édition annulée et titre non décerné en raison de la pandémie de Covid-19 | Édition annulée et titre non décerné en raison de la pandémie de Covid-19 | Édition annulée et titre non décerné en raison de la pandémie de Covid-19 | Édition annulée et titre non décerné en raison de la pandémie de Covid-19 | Édition annulée et titre non décerné en raison de la pandémie de Covid-19 | Édition annulée et titre non décerné en raison de la pandémie de Covid-19 | Édition annulée et titre non décerné en raison de la pandémie de Covid-19 | Édition annulée et titre non décerné en raison de la pandémie de Covid-19 | Édition annulée et titre non décerné en raison de la pandémie de Covid-19 | Édition annulée et titre non décerné en raison de la pandémie de Covid-19 | Édition annulée et titre non décerné en raison de la pandémie de Covid-19 | Édition annulée et titre non décerné en raison de la pandémie de Covid-19 | Édition annulée et titre non décerné en raison de la pandémie de Covid-19 |
| 2021        | 2021        | 5e                                                                        | 24                                                                        | 20                                                                        | 12                                                                        | 0                                                                         | 8                                                                         | 514                                                                       | 501                                                                       | 1er tour                                                                  | 1                                                                         | 0                                                                         | 0                                                                         | 1                                                                         | 10                                                                        | 23                                                                        | 1er tour                                                                  |
| 2022        | 2022        | 9e                                                                        | 22                                                                        | 27                                                                        | 11                                                                        | 0                                                                         | 16                                                                        | 523                                                                       | 677                                                                       | Non qualifié                                                              | -                                                                         | -                                                                         | -                                                                         | -                                                                         | -                                                                         | -                                                                         | 5e tour                                                                   |
| 2023        | 2023        | 3e                                                                        | 33                                                                        | 27                                                                        | 16                                                                        | 1                                                                         | 10                                                                        | 677                                                                       | 572                                                                       | Demi-finale                                                               | 2                                                                         | 1                                                                         | 0                                                                         | 1                                                                         | 42                                                                        | 46                                                                        | 5e tour                                                                   |
| 2024        | 2024        | 3e                                                                        | 34                                                                        | 26                                                                        | 16                                                                        | 2                                                                         | 8                                                                         | 682                                                                       | 387                                                                       | Demi-finale                                                               | 2                                                                         | 1                                                                         | 0                                                                         | 1                                                                         | 45                                                                        | 33                                                                        | 5e tour                                                                   |
| 2025        | 2025        | -                                                                         | -                                                                         |                                                                           |                                                                           |                                                                           |                                                                           |                                                                           |                                                                           | -                                                                         |                                                                           |                                                                           |                                                                           |                                                                           |                                                                           |                                                                           | Huitième de finale                                                        |

## Joueurs emblématiques
| - Graeme Bradley - Karl Fairbank - Trevor Foster - Jeff Grayshon - Ellery Hanley - David Hobbs - Paul Loughlin - Paul Medley |  | - Keith Mumby - Brian Noble - Robbie Paul - Henry Paul - Terry Price - Stuart Spruce - Ernest Ward - Frank Whitcombe |